# Perkebunan Londut
Perkebunan Londut is een bestuurslaag in het regentschap Labuhan Batu Utara van de provincie Noord-Sumatra, Indonesië. Perkebunan Londut telt 3844 inwoners (volkstelling 2010).